# Jan Maenen (parlementariër)
J.H.J. (Jan) Maenen (Meerssen, 31 maart 1903 - Heerlen, 15 juni 1979) was een Nederlands vakbondsman en politicus van de Katholieke Volkspartij (KVP) die actief was in de Eerste en Tweede Kamer.

## Biografie
Maenen werd in Limburg geboren als zoon van een bouwvakarbeider. Hij bezocht de lagere school en naderhand de kweekschool. Halverwege zijn onderwijzersopleiding verliet hij de school en ging naar de Oostelijke Mijnstreek. Vanaf 1 december 1925 was Maenen al in dienst bij de Katholieke Arbeiders Beweging (KAB), waar hij stil en bescheiden op de achtergrond werkte. Hij had een sterke innerlijke afkeer tegen het nazisme en werd daarom in 1942 bij de KAB ontslagen omdat hij weigerde om deze organisatie bij het Nederlandsch Arbeidsfront aan te sluiten. Na zijn ontslag werkte hij in de illegaliteit, zo heeft hij in samenwerking met het arbeidsbureau en een verpleegster ervoor gezorgd dat veel jongens en mannen, die voor tewerkstelling in Duitsland waren opgeroepen, werden 'afgekeurd'. Tevens hielp hij met de papieren functie als secretaris van het Priesterstudiefonds van het Bisdom Roermond ambtenaren die ontslagen of afgetreden waren (bijvoorbeeld burgemeesters), waardoor deze mensen alsnog hun salaris ontvingen.
Door zijn activiteiten in de vakbeweging trad hij vanaf 1945 en 1946 op als voorzitter van de Katholieke Arbeiders Beweging (KAB) in Limburg. Naast zijn functie als vakbondsvoorzitter werd Maenen van 1955 tot 1962 tevens lid van de Eerste Kamer der Staten Generaal, iets dat hij in 1962 tot 1971 inruilde voor het lidmaatschap van de Tweede Kamer der Staten-Generaal. De verkiezingen van 1967 waren een groot succes voor Maanen, hij kreeg namelijk 78,3% van de KVP-stemmen in Limburg. Nadat hij zich wegens het bereiken van de pensioengerechtigde leeftijd zich van de KVP niet meer verkiesbaar mocht stellen werd hij wederom lid van de Eerste Kamer. Als kamerlid was hij zeer actief met het geven van spreekbeurten en mede daardoor goede contacten met zijn directe achterban. In de Tweede Kamer was hij woordvoerder van de KVP bij het debat over de mijnsluitingen in Limburg. In de Tweede Kamer was hij voorzitter vaste commissie voor Sociale Zaken en Volksgezondheid, naast het politieke werk was hij lid van de katholieke ziekenhuisraad en lid van het bestuur van het "Groene Kruis" in Limburg.
Maenen overleed op 76-jarige leeftijd in Heerlen
- Biografisch Portaal: 18993806
- Nederlandse Thesaurus van Auteursnamen: 154309222
- Parlement.com: vg09ll34k2xz
- Virtual International Authority File: 286721822